# Matvei Igonen
Matvei Igonen (* 2. Oktober 1996 in Tallinn) ist ein estnischer Fußballtorhüter.

## Karriere

### Verein
Matvei Igonen wurde im Jahr 1996 in der estnischen Hauptstadt Tallinn geboren. Seine Karriere begann er beim FC Ajax Lasnamäe aus dem gleichnamigen Stadtteil seiner Geburtsstadt. Ab 2006 spielte der Torhüter in der Jugend des FC Infonet Tallinn. Im Jahr 2012 kam er zu ersten Einsätzen in der ersten Mannschaft. Am Ende der Spielzeit stieg er mit dem Team in die Meistriliiga auf. In der Saison 2016 gewann er die Estnische Meisterschaft, im darauf folgenden Jahr den Pokal und Supercup. Im Januar 2018 verließ er Estland und wechselte zu Lillestrøm SK in die norwegische Eliteserien. 2019 wurde er für ein halbes Jahr zum FC Flora Tallinn verliehen. Nach einem halben Jahr in Norwegen ohne Verein wechselte er schließlich endgültig zu Flora Tallinn.

### Nationalmannschaft
Matvei Igonen spielt seit dem Jahr 2011 für Estland. Sein Debüt gab er dabei in der U-16-Auswahl. In den folgenden Jahren kam er in der U-17, U-19 und U-21 von Estland zum Einsatz. In der A-Nationalmannschaft debütierte Igonen am 23. November 2017 gegen Vanuatu in Port Vila. Mit der Nationalmannschaft nahm er am Baltic Cup 2018 teil.

## Erfolge
mit dem FC Infonet Tallinn:
- Estnischer Meister: 2016, 2019, 2020
- Estnischer Pokalsieger: 2017
- Estnischer Supercupsieger: 2017
- Estnischer Zweitligameister: 2012